# تل صوفر

تل صوفان أو تل صوفر يقع في الجهة الغربية من مدينة نابلس ويبلغ مساحته (110×90م)، أي نحو عشرة دونمات وكان للموقع أهمية كبيرة منذ القدم بسبب توفر مصادر مياه الينابيع والأودية، مثل: عين الجرس، وعين بيت الماء، ووادي التفاح) وتوفر التربة الخصبة الصالحة للزراعة. إذ سمح ذلك لسكان تلك املنطقة بالاستقرار فيها وممارسة الزراعة منذ فجر التاريخ. هذا بالإضافة الا ان الموقع الاستراتيجي لتل، إذ يربط نابلس مع المدن في شمالها وجنوبها ومن الجدير ذكره أن بعثة المانيه - يرأسها بوهل Böhl في عام -1931 أجرت مسحاً أثرياً للموقع دون إجراء أي نوع من الحفريات الاثريه. وفي الستينيات والسبعينيات من القرن المنصرم أجرى الاثري البريطاني روبرت بول Robert Bull مسحاً أثرياً آخر دون التدخل من أجل دراسة الموقع بطريقة منظمة عن طريق الحفريات الاثريه.
وفي التسعينيات من القرن المنصرم ومن أجل تطوير ودراسة التل واكتشافه قام قسم السياحة والاثار «الاثار سابقا» في جامعة النجاح الوطنية بالإعلان عن مشروع الحفر الاثري للموقع بتدريب طلاب تخصص آثار على تقنية الحفر الأثري. حيث أجريت أول حفرية أثرية في صيف عام 1998 على يد أ.عاطف خويره واستمرت الحفريات في الموقع مرة في كل عامين متتالين حتى الوقت الحاضر.
إن أقدم استيطان بشري في التل يعود إلى العصر الحجري النحاسي(3200-4500 ) Chalcolithic Age ق.م بناءً على اكتشاف كسر فخارية على سطح التل تعود لتلك الفترة. فقد استمر السكن والنشاط البشري في بناء الموقع وما يحيط به Hinterland خلال الفترات التاريخية المختلفه حتى نهاية العصر العثماني. وتوصلت الحفريات الاثريه إلى اكتشاف بئري ماء، وجرار فخارية كبيرة الحجم للتخزين، ومقابر، وأساسات مبانٍ، وسور يحيط بالتل، وكسر فخارية potsherds تعود لفترات تاريخية مختلفة.